# Давид (Бернини)
Давид — скульптурная группа работы итальянского художника Джованни Лоренцо Бернини, созданная по заказу кардинала Шипионе Боргезе в 1623—1624 годах. Произведение Бернини находится в «Зале Солнца» (Зал II) на Вилле в садах Боргезе (Галерея Боргезе) в Риме.

## История
Богатый и могущественный кардинал Боргезе, меценат и коллекционер произведений античного искусства, покровительствовал Бернини. «Давид» — одна из четырёх скульптурных групп, которые кардинал заказал молодому, но уже признанному скульптору. Остальные: «Эней, Анхиз и Асканий» (1618—1619), «Похищение Прозерпины» (1621—1622), «Аполлон и Дафна» (1622—1625).
Между 1618 и 1625 годами Бернини было поручено выполнить различные скульптурные работы для виллы кардинала Шипионе Боргезе. В 1623 году — всего лишь в возрасте двадцати четырёх лет — он работал над скульптурой «Аполлон и Дафна», когда, по неизвестным причинам, прервал этот проект, чтобы начать работу над «Давидом». Согласно записям об оплате, Бернини приступил к работе в середине 1623 года, а его современник, биограф Филиппо Бальдинуччи, утверждал, что Бернини закончил скульптуру за семь месяцев.

## Сюжет и иконография
Скульптура изображает персонажа ветхозаветной «Первой книги Царств», молодого Давида, будущего царя Иудеи и Израиля, который победил великана Голиафа в поединке с помощью пращи (ремня для метания камней), а затем отрубил ему голову мечом (1Цар. 17:49-51). Победой Давида над Голиафом началось наступление израильских и иудейских войск, которые изгнали со своей земли филистимлян (1Цар. 17:52):

И опустил Давид руку свою в сумку и взял оттуда камень, и бросил из пращи и поразил Филистимлянина в лоб, так, что камень вонзился в лоб его, и он упал лицом на землю. Так одолел Давид Филистимлянина пращою и камнем, и поразил Филистимлянина и убил его; меча же не было в руках Давида. Тогда Давид подбежал и наступив на Филистимлянина, взял меч его и вынул из ножен, ударил его и отсёк им голову его; Филистимляне, увидевши, что силач их умер, побежали
Библейский Давид был популярным героем эпохи итальянского Возрождения. К этой теме, аллегорически отражающей настроения свободы и борьбы за независимость ренессансных городов-республик, прибегали многие живописцы и скульпторы. Наиболее известны бронзовые статуи работы Верроккьо (1473—1476) и Донателло (ок. 1440). Оба выдающихся флорентийских скульптора изобразили юного Давида, совсем мальчиком, в момент торжества после победы над врагом. Их привлекал контраст юного тела и огромной отрубленной головы Голиафа. Андреа Верроккьо изобразил Давида как хрупкого и вместе с тем заносчивого мальчугана — пажа двора Медичи, одетого в слегка стилизованную под античную одежду. Донателло представил юношу полностью обнажённым. Великий Микеланджело выбрал иное решение: он показал Давида перед схваткой (1501—1504). Его Давид спокоен и сосредоточен, его брови грозно сдвинуты. Через левое плечо юноша перекинул пращу, нижний конец которой подхватывает правой рукой. Свободная поза героя — классический пример контрапоста на античный манер — подготавливает смертоносное движение.
В отличие от своих предшественников Джан Лоренцо Бернини, как истинный художник стиля барокко, показал своего героя в напряжённом движении и напряжении всех мускулов тела и лица. Динамику статуи подчёркивает драпировка и всё сосредоточено вдоль одной изогнутой формообразующей линии. Одеяние Давида типично для одежды пастуха. У его ног — доспехи царя Израиля Саула, переданные Давиду для битвы. Доспехи были сброшены, так как Давид не привык носить их, и намеревался сражаться без доспехов. У его ног — арфа, атрибут «Давида Псалмопевца».

## Оценки и критика
Большинство критиков отмечало главное обстоятельство: скульптура в творчестве Бернини, в отличие от античных статуй и работ предыдущих ренессансных скульпторов, более не является замкнутой, она активно взаимодействует с окружающим пространством. Исключение представляют скульптуры эллинистического периода, такие как рельефы Пергамского алтаря или статуя «Ники Самофракийской». Бернини вдохновлялся, как и при работе над другими скульптурами для Виллы Боргезе, по его собственному утверждению, античной скульптурой «Гладиатор Боргезе», или «Боргезский борец», также находившейся в коллекции семьи его покровителей, но в 1807 году проданной Камилло Боргезе Наполеону Бонапарту. С тех пор «Гладиатор» экспонируется в парижском Лувре. Движение последнего, готовящегося к атаке, похоже на то, как «Давид» замахивается своей пращой.
Бернини, в отличие от работ других художников, предпочел изобразить Давида не до и не после битвы, а непосредственно в момент броска, что было новшеством для скульптуры того времени. Мотив движения уже воплощали в живописи, и одним из примеров является фреска Аннибале Карраччи, на которой Циклоп Полифем бросал камень. Бернини, вероятно, был знаком с «Полифемом» Карраччи. Помимо того, что он посещал Палаццо Фарнезе в Риме, Карраччи был художником, которого Бернини считал четвёртым среди величайших художников в истории искусства (предыдущие три: Рафаэль Санти, Корреджо и Тициан.
Возможно, Бернини был знаком с рисунками и высказываниями на эту тему Леонардо да Винчи:

 Человек, который захочет метнуть копье, или камень, или ещё что-нибудь порывистым движением, может быть изображён двумя основными способами, именно: или ты можешь его изобразить, когда человек готовится произвести движение, или же когда само движение закончено. Если ты его изображаешь подготовляющим движение, то внутренняя сторона ступни будет совпадать с линией груди, а противоположное плечо будет над ступнею, то есть если на правую ступню опирается груз человека, то левое плечо будет над носком этой правой ступни 
По мнению Альбрехта Дюрера, воинственного человека (vir bellicosus) лучше всего изображать «чрезмерными пропорциями»: 1:10 головы к телу. Более того, воина нужно наделять «лицом льва» (facies leonina), характеризующегося выступающим подбородком, насупленными бровями и кривым носом.

## Физиогномика и мимика скульптуры
Бернини стремился выразить в скульптуре не только динамику и экспрессию — движения тела, но и движения души, разнообразие душевных состояний изображаемых персонажей. Отчасти поэтому его называли «живописцем в скульптуре». В этом отношении лицо Давида, прикусывающего нижнюю губу, необычайно интересно. Ф. Бальдинуччи и сын Бернини рассказывали историю о том, что Маффео Барберини, будущий папа Урбан VIII, держал зеркало у лица Бернини, чтобы тот смог смоделировать эмоции Давида.